# Языки банда
Языки банда — группа языков или диалектов, относящихся к убангийским языкам, распространённая в Центральноафриканской Республике, родной язык народа банда.
- Банда-бамбари — Бакала, Бамбари, Гримари (префектура Уака), Алиндао (Нижнее Котто);
- Банда-банда — Бриа, Ялинга (Верхнее Котто), Бакума (префектура Мбому), Сибут (Кемо), Дамара (префектура Омбелла-Мпоко), Гримари (префектура Уака);
- Банда-мбрес — Мбрес (Нана-Гребизи), Бука (Уам);
- Банда-нделе — Нделе (Бамбинги-Бангоран);
- Гобу — Демократическая Республика Конго;
- Моно — Демократическая Республика Конго.